# 波西托縣

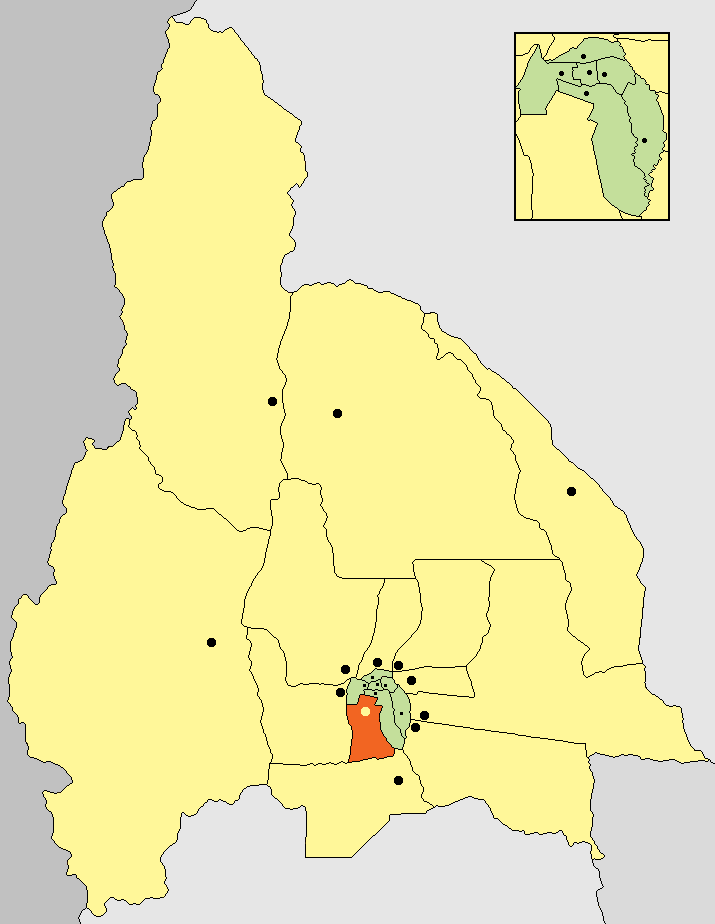

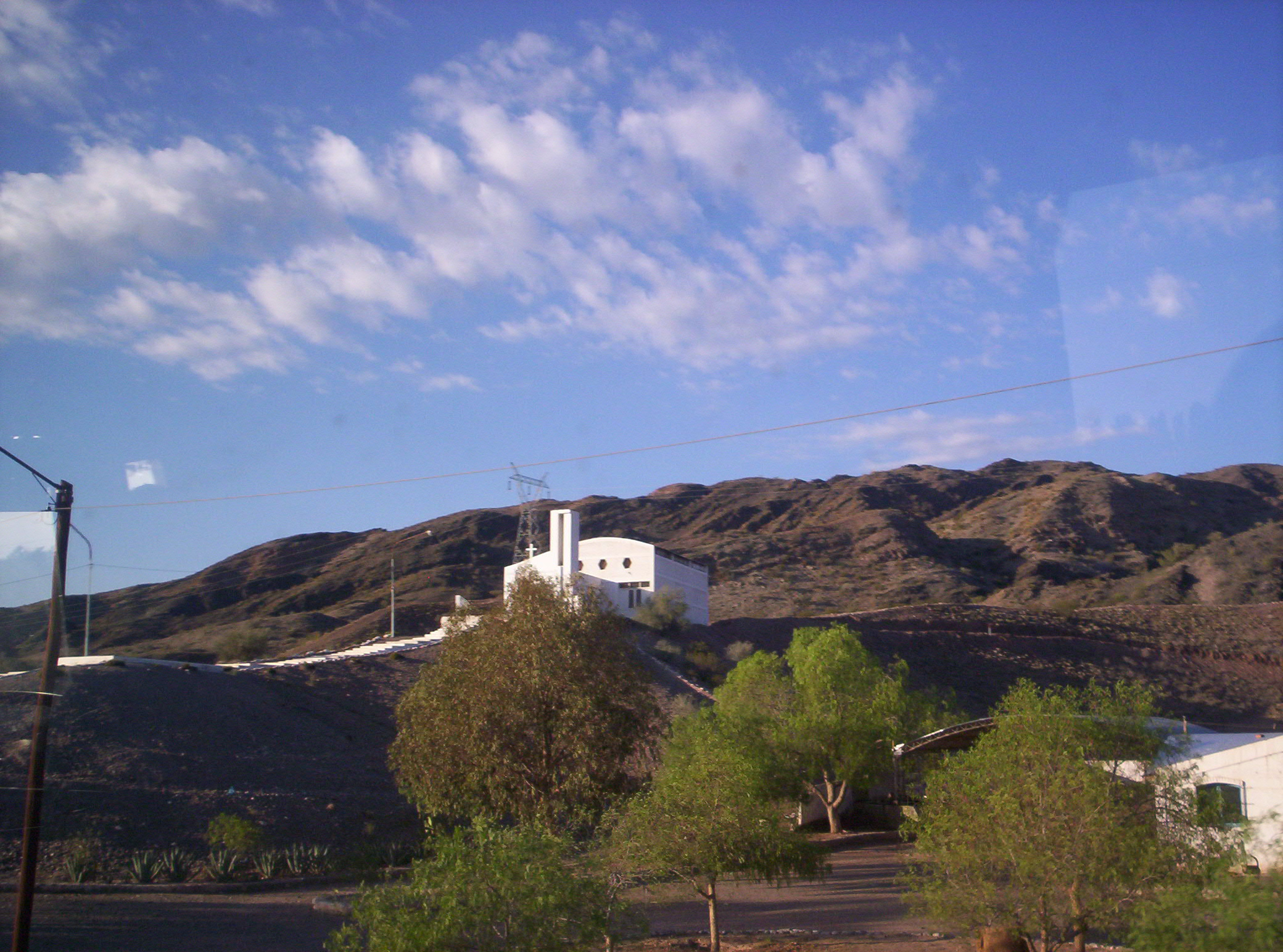

31°39′S 68°33′W / 31.650°S 68.550°W
波西托縣（西班牙語：Departamento Pocito），是阿根廷的縣份，位於該國西部聖胡安省，首府設於阿韋拉斯泰恩，距離聖胡安23公里，面積185平方公里，2010年人口9,312，人口密度每平方公里50.34人。